# トーマス・アンドルー・ナイト

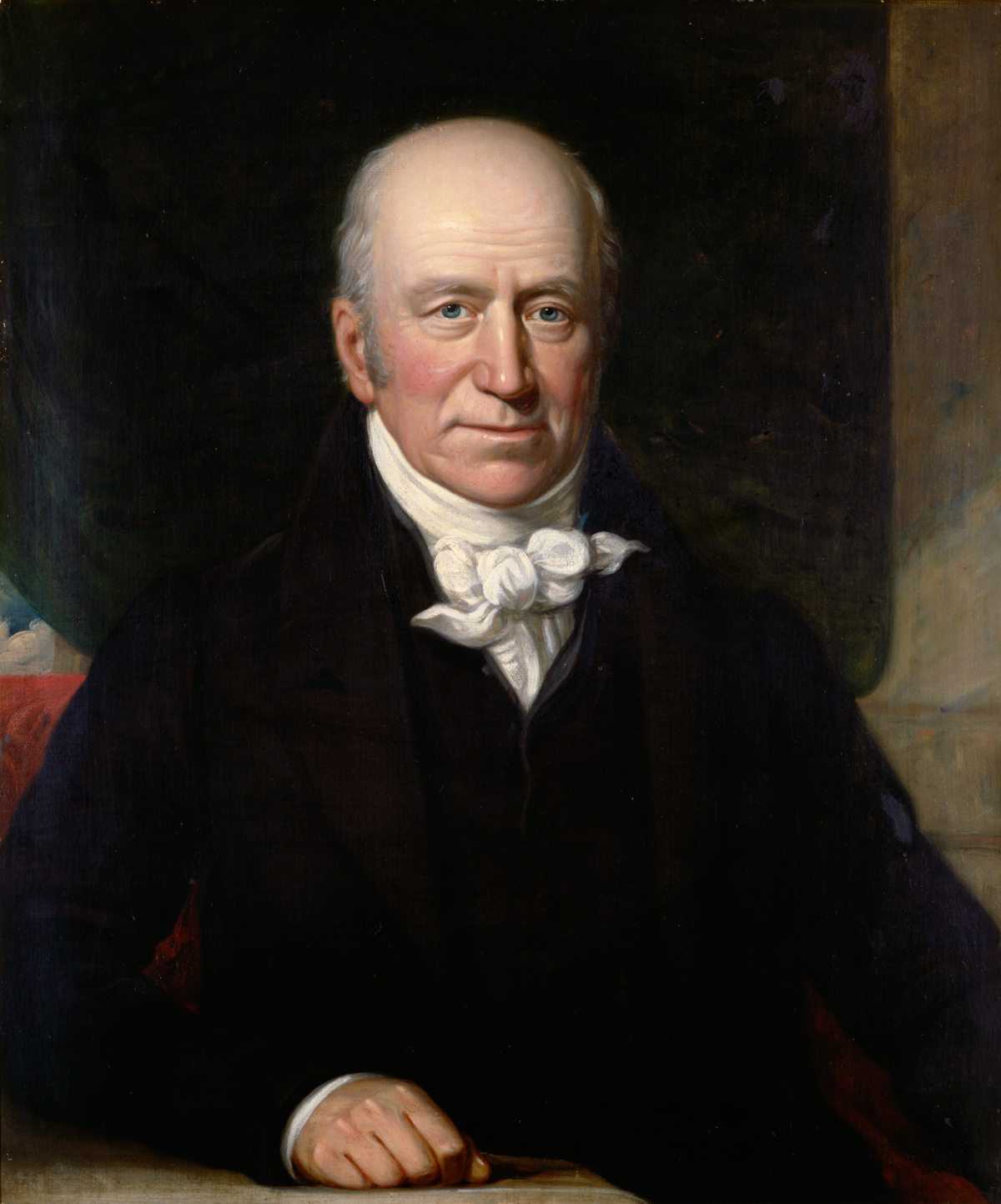
Thomas Andrew Knight

トーマス・アンドルー・ナイト（Thomas Andrew Knight, FRS, 1759年8月12日 - 1838年5月11日）は、イギリスの園芸家、植物学者である。

## 生涯
ヘレフォードシャーのエルトンに生まれた。兄弟に美術学者のリチャード・ペイン・ナイトがいる。10,000エーカー（40 km2）の農園で、イチゴやキャベツ、豆などの品種改良を行い、大きい温室も作った。1797年にリンゴや豆の栽培に関する論文を発表した。18世紀から19世紀にかけての栽培技術に関する指導的な研究者であったが、研究結果は彼の死後失われた。
植物の基礎的な実験を行ったパイオニアであった。苗にたあいする重力の影響などの研究した。研究の目的は実用的なもので食用植物の品質を改良するための品種改良や栽培技術の改良に取り組んだ。ナイトの作った「ダウントンイチゴ」は長い間、イチゴの大半の栽培品種の祖先となった。
あまり知られていないが、メンデルの遺伝の実験と同じ結果を見出していたが、形質の変化の原因についての考察を行うことはなかった。学問の世界に興味を示さず、他人の論文を読むようになったのはジョセフ・バンクスにそうするように言われてからであった。バンクスとは密接なつきあいをした。ナイトの論文は王立協会紀要に掲載された。1805年に王立協会フェローに選出され、翌年同協会からコプリ・メダル受賞。
1811年から1838年の間、ロンドン園芸協会（London Horticultural Society、1804年設立）の会長を務めた。ロンドン園芸協会は王立協会の会長のバンクスの尽力により1864年に王立園芸協会として認められた。

## 参考
- Fletcher, H.R. 1969, The Story of the Royal Horticultural Society 1804 -1968, Oxford and London, Oxford University Press for the Royal Horticultural Society, (Portrait facing page 52)